# Triángulo (instrumento musical)

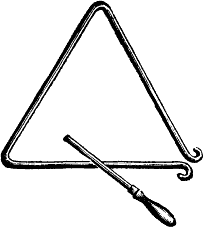
Triángulo

El triángulo, o ferrete, es un instrumento de percusión hecho de metal perteneciente al grupo de los idiófonos porque el sonido resultante es fruto de la vibración del metal tras ser golpeado con una varilla de acero u ocasionalmente con una baqueta de madera. Como su propio nombre indica tiene forma de triángulo musical, con la particularidad de que uno de sus vértices queda abierto. Generalmente es de acero, pero a veces de otros metales o aleaciones como cobre berilio. Normalmente el ejecutante no sostiene directamente el instrumento por uno de sus lados sino mediante un cordel atado al vértice superior. Habitualmente se emplea hilo de pescar ya que, además de su resistencia, no influye en la vibración del instrumento. Es común, que el hilo vaya a su vez atado a una pinza, lo que permitirá sostener el instrumento en un atril u otro tipo de soporte.
La forma del triángulo ha variado considerablemente, apareciendo antiguamente en algunas representaciones como triángulo equilátero cerrado o abierto, o también de forma trapezoidal parecida a un estribo, véase la parte inferior del panel derecho: El infierno de El Jardín de las Delicias del Bosco. Esta tipología de triángulo está representada con unos anillos insertados en la barra inferior que le proporcionan una vibración añadida al instrumento, produciendo una sonaja continua. 
No fue hasta principios del siglo XIX cuando los anillos desaparecieron y el triángulo su tono claro e incisivo que se conoce en la actualidad. 
El sonido del triángulo es agudo y de altura indefinida, lo que no significa que no genere notas determinadas. El músico puede hacer que el sonido del triángulo sea abierto o cerrado según como lo sostenga. El triángulo posee gran proyección, lo que permite que sea oído por encima de la orquesta. Se cree y se dice popularmente que es uno de los instrumentos musicales más simples de manipular, pero, sin embargo, requiere estudio y es necesaria cierta práctica para lograr un buen resultado sonoro. La mayoría de las dificultades para tocar el triángulo provienen de los ritmos complejos que a veces se escriben para él. Otra complicación reside en el control del volumen. Para obtener una dinámica suave, puede utilizarse una varilla mucho más ligera, incluso a veces, se utilizan agujas de tejer para este tipo de dinámicas. Otras veces, se requiere que el percusionista realice un trémolo y, para ello debe batir la varilla de forma muy controlada en una de las esquinas cerradas del instrumento.

## Inclusión en la orquesta
En la orquesta ya aparece a mediados del siglo XVIII en la Overtura en Sol de J. F. Fasch, en El rapto en el serrallo (1782) de W. A. Mozart, en la Sinfonía nº100 (1793-94) de Haydn o en la Sinfonía n. º9 op. 125 (1822-1824) de L. V. Beethoven. Estos compositores incluyeron el triángulo en sus representaciones de música jenízara, una cita musical que recorrió Europa durante el siglo XVIII. El triángulo se empleaba a finales del siglo XVIII en las bandas de jenízaros denominadas mehter las cuales solían ser las encargadas de excitar a los soldados en el campo de batalla, proporcionando igualmente música solemne en ceremonias especiales que son precisamente en las que se solía utilizar el triángulo. 
Se introdujo en la orquesta como instrumento de color, y puede incluso ser el único instrumento de percusión en una sinfonía junto con los timbales como se puede apreciar en el allegro giocoso de la Cuarta Sinfonía op. 98 de Brahms. Antonín Dvořák fue igualmente un compositor que utilizó a menudo esta doble combinación: en el último movimiento de la Sinfonía en Mib op. 10, en el andante con moto de su Sinfonía en Fa op. 76 y en el Scherzo de la Sinfonía del Nuevo Mundo op. 95.
La primera pieza en utilizar el triángulo de forma destacada fue el Concierto para piano y orquesta nº 1 compuesto en 1849 por Franz Liszt, donde se utiliza como instrumento solista en el tercer movimiento. Richard Wagner lo utilizó también en el Coro Nupcial de su ópera Lohengrin estrenada en 1850.

## Posición
El percusionista encargado del triángulo toca levantado y con los brazos un poco alzados quedando el triángulo por encima del resto de la orquesta para evitar que el sonido se pierda entre el resto de la masa orquestal sonora orquestal. Esto permite que puedan apreciarse mejor las dinámicas del instrumento.

## Estilos musicales

### Música folclórica y popular
En la música folclórica, el forró brasileño, la música cajún de Luisiana y la música rock, a menudo se engancha el triángulo sobre la mano para que los dedos puedan amortiguar el sonido mediante los dedos variando así su tono. 
En el caso del forró se usa junto con la zabumba, con la que forma la sección rítmica y un acordeón. Por lo general, proporciona un pulso continuo, amortiguando el tono en la primera, segunda y tercera semicorchea, mientras se abre la mano en la tercera para permitir que suenen la mayoría de las frecuencias.